# Oroya borchersii
Oroya borchersii és una espècie fanerògama que pertany a la família de les cactàcies.

## Distribució i hàbitat
Oroya borchersii és endèmica de la regió d'Ancash al Perú, on creix a una altitud de 3.900 a 4.300 m d'altitud, en zones disperses en la conca del riu Santa.

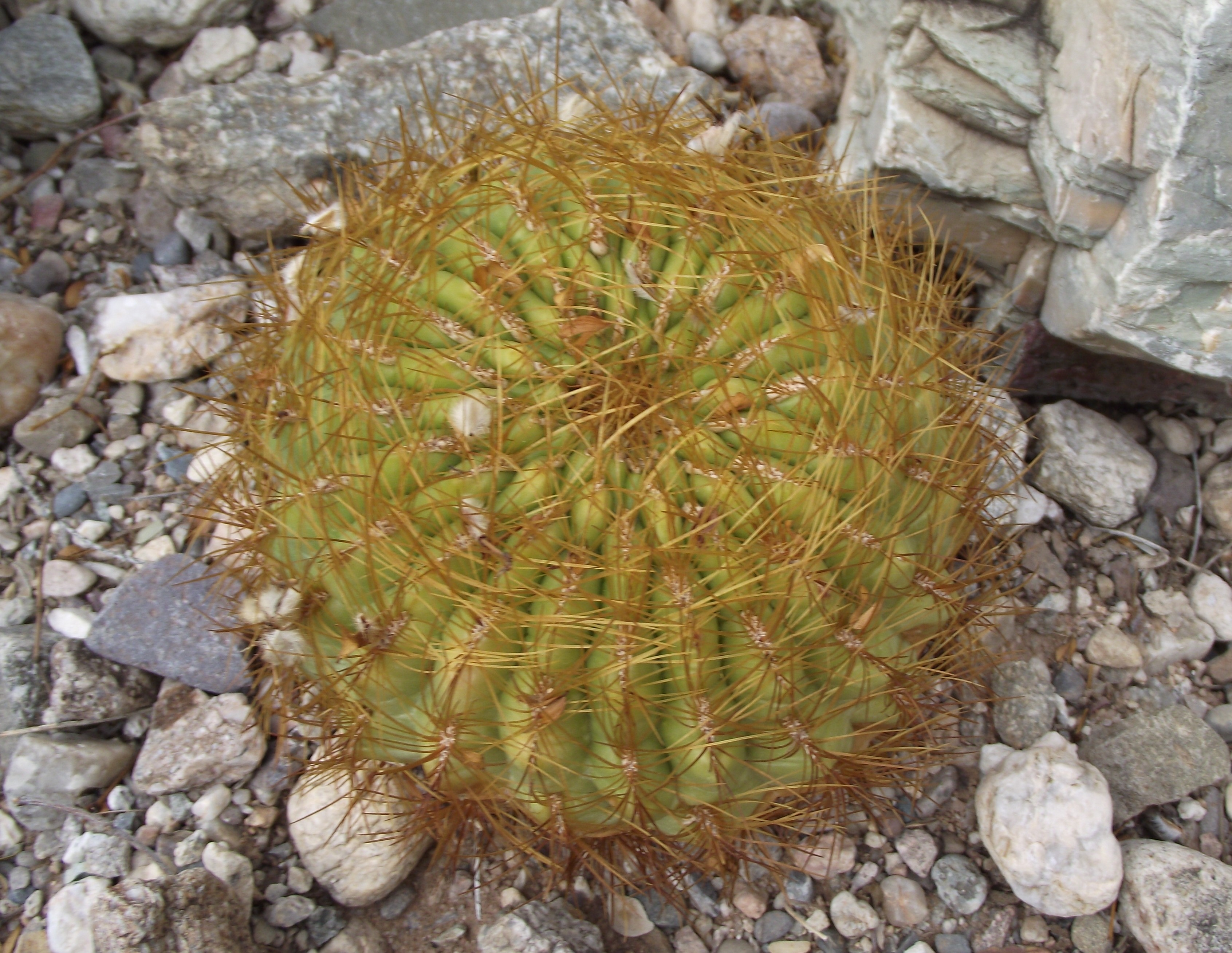
En el seu hàbitat

## Descripció
Oroya borchersii creix de forma individual o formant grups amb tiges que assoleixen una grandària de 12 a 32 cm d'altura i un diàmetre de 15 a 22 cm. Té 12 a 30 costelles amb les arèoles marrons esteses. Les espines són de color groguenc a marró vermellós, de 2 a 2,5 cm de llarg i són difícils de distingir entre les espines centrals i radials. Té 1-3 espines centrals i de 25 a 30 primes espines radials en forma d'agulla a hirsutes, disposades les espines en forma de pinta. Les flors són grogues a groc verdós i de fins a 2 centímetres de llarg i amb un diàmetre d'1,5 centímetres. Els fruits en forma de maça són de color groc-verdosos i de fins a 2,5 cm de llarg.

## Taxonomia
Oroya borchersii va ser descrita per (Boed.) Backeb. i publicat a Sitzungsberichte der Heidelberger Akademie der Wissenschaften, Mathematische-Naturwissenschaftliche Klasse 487. 1958.
Etimologia
Oroya: nom genèric que es refereix a la ciutat de la Oroya, al Perú, que està prop del lloc on es van descobrir les primeres plantes.
borchersii: epítet
Sinonímia
- Echinocactus borchersii Boed.
- Oroya borchersii var. fuscata Rauh & Backeb.[2]